# Palazzo Cosmo Centurione

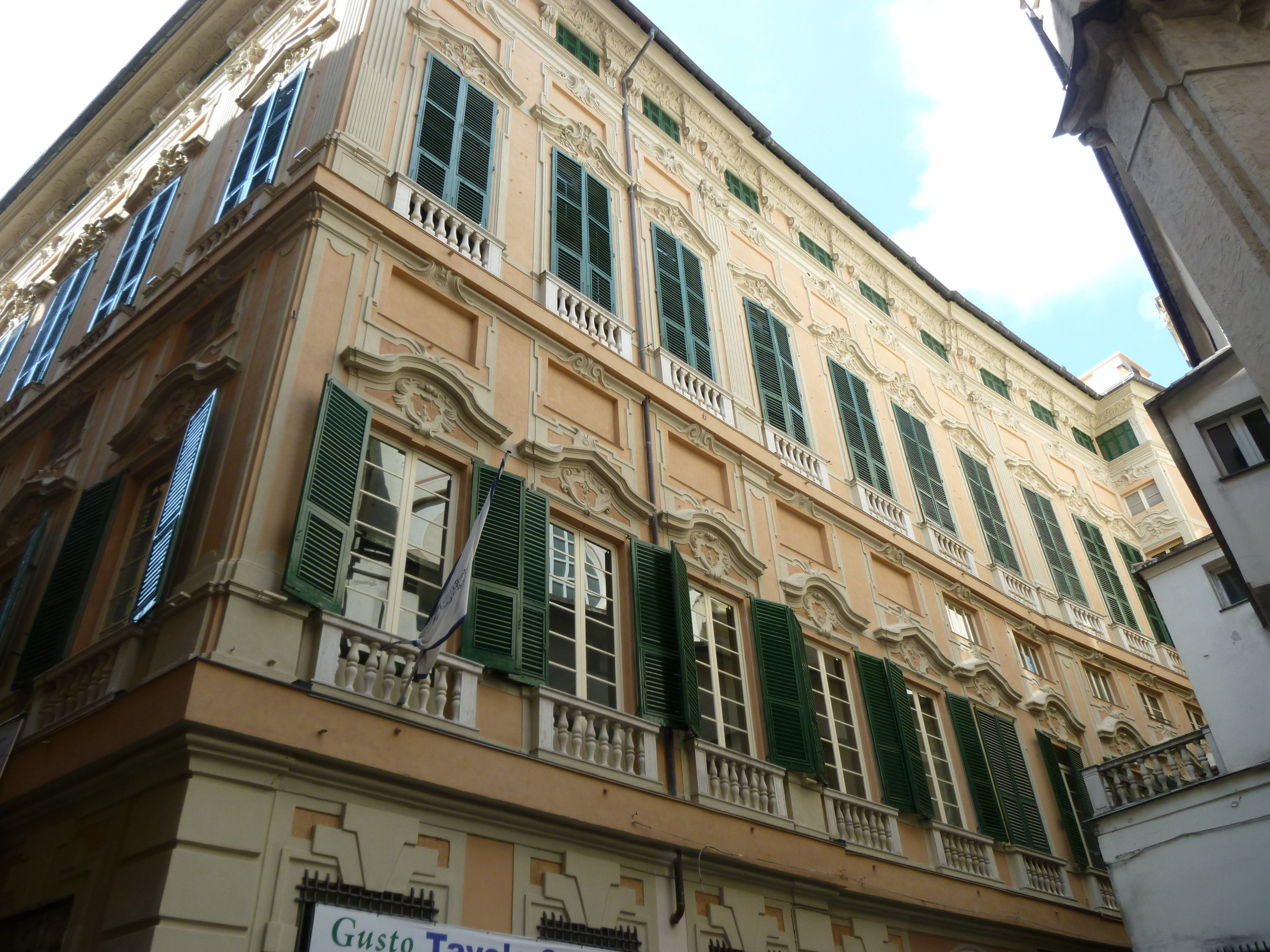
Fassade an der Ecke Piazetta San Filippo / Via Lomellini

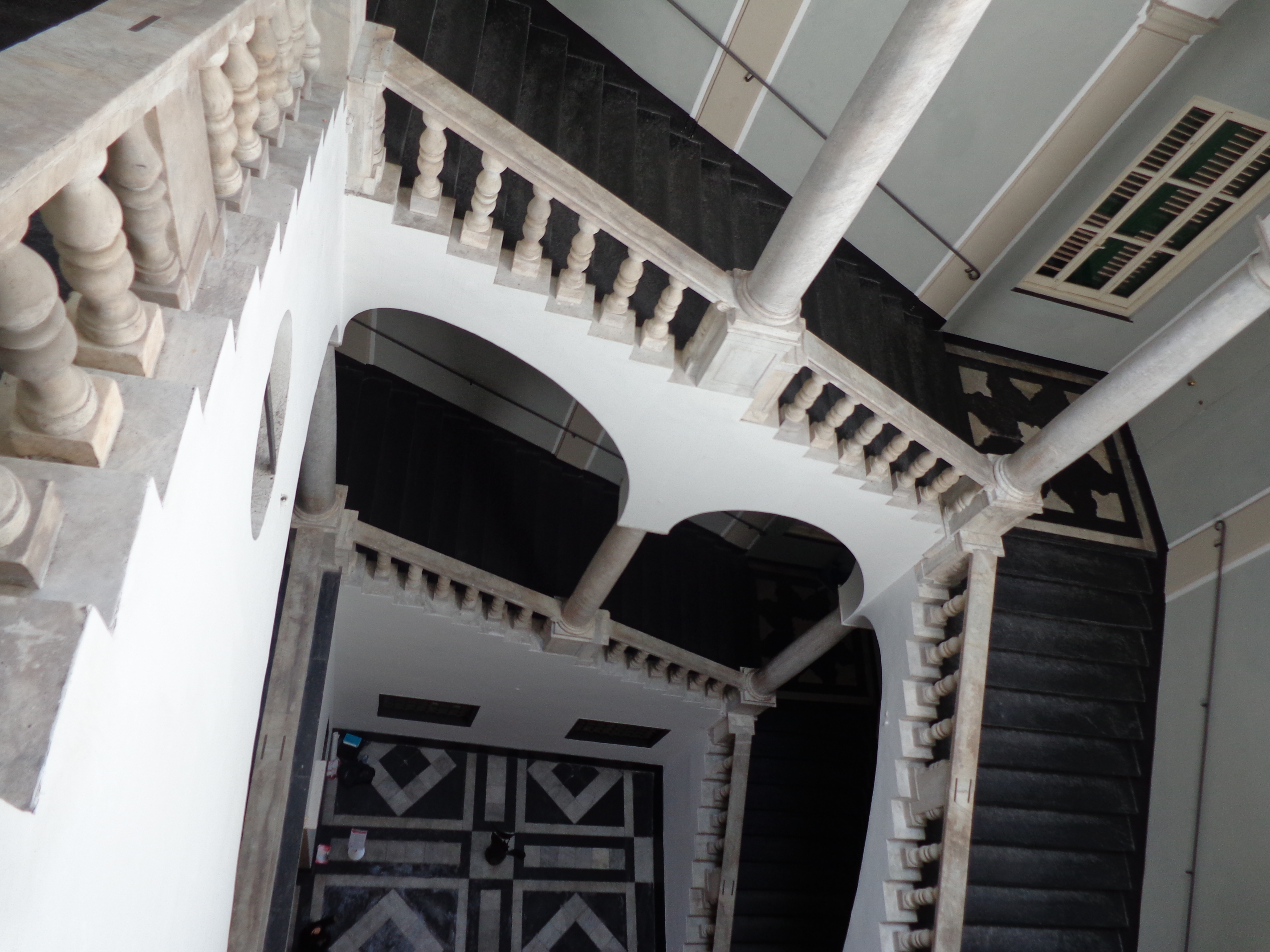
Treppenhaus von 1718 / 1724

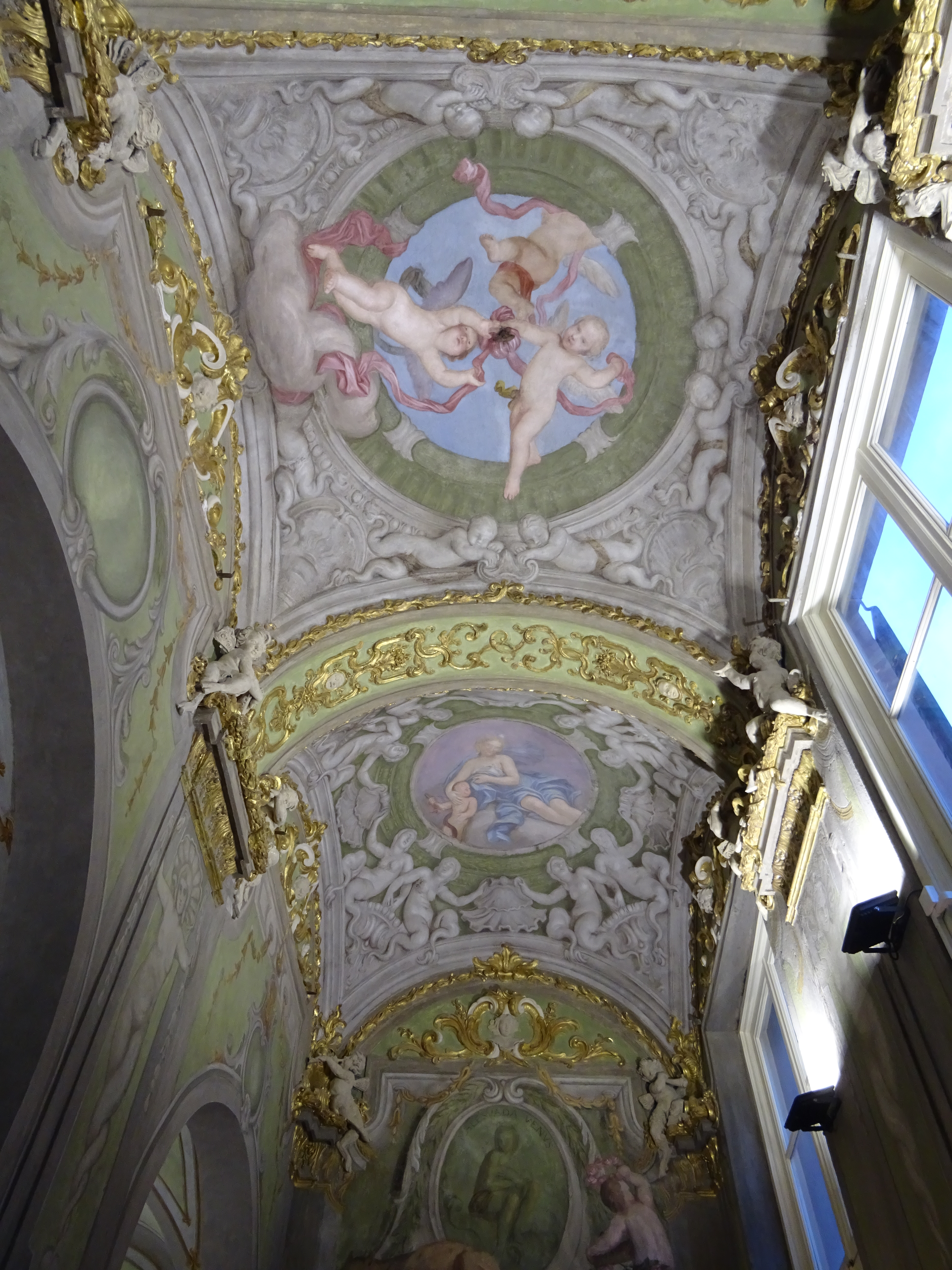
Deckenfresko

Der Palazzo Cosmo Centurione ist ein Stadtpalast in Genua, der Teil des Welterbes der UNESCO „Genoa: Le Strade Nuove and the system of the Palazzi dei Rolli“ (deutsch: Genua: Le Strade Nuove und die Palazzi dei Rolli) ist. Das Gebäude liegt an der Via Lomellini 8.

## Geschichte
Cosmo Centurione gab den Bau des Palastes am Ende des 16. Jahrhunderts in Auftrag.
Als einer der Palazzi dei Rolli war der Palazzo Cosmo Centurione in den Rolli von 1599 bis 1664 eingetragen. Nach deren Klassifizierung, den „bussoli“, zählte er 1599 zur Klasse drei, bei den folgenden Eintragungen zur Klasse zwei (zu den Einzelheiten dieser Eintragungen vergleiche hier).
Im Erbgang ging das Gebäude an Ansaldo Imperiale Lercari über, der für die prächtige Ausstattung sorgte. Bei der Heirat von Caterina Imperiale Lercari, Marchesa di Mombaruzzo, mit Paolo Gerolamo III. Pallavicini brachte Catarina den Palast als Mitgift ein. Die neuen Eigentümer beauftragten den Architekten Giacomo Viano mit dem Umbau, der 1718 bis 1724 stattfand. Er veränderte den ursprünglichen Grundriss des 16. Jahrhunderts, indem er die Eingangshalle und die monumentale Treppe erheblich umgestaltete, wobei er einen Großteil des Marmors und der Säulen der früheren Treppe zweitverwendete. Giacomo Viano gestaltete auch die zur Piazetta San Filippo und zur Via Lomellini ausgerichteten Hauptfassaden neu. Teil der neuen Gestaltung war das Fresko von Domenico Parodi Christoph Kolumbus geht von Bord. 1756 und 1763 wurde der Palast rückwärtig erweitert, nachdem das dahinter liegende Grundstück zur Verfügung stand. Anlass war, dass die Brüder Giuseppe und Domenico Pallavicini baulich getrennte Wohnungen für ihre Familien in dem Gebäude unterbringen wollten. Rückwärtig wurde auch ein – aufgrund der Hanglage des Grundstücks – hochgelegter Garten angelegt. Architekten der Maßnahme waren Bartolomeo und Giovanni Orsolina.
Heute gehört der Palazzo Cosmo Centurione der Familie Cattaneo Adorno und beherbergt Büroraum der Verwaltung.